# Welsh Hound
Welsh Hound är en hundras från Storbritannien. Den har traditionellt använts för engelsk rävjakt i koppel (pack) i Wales kuperade landskap. Den är oftast stickelhårig men kan också vara släthårig. På 1930-talet fanns det bara tre eller fyra koppel kvar. 2006 erkändes rasen av den alternativa amerikanska kennelklubben United Kennel Club (UKC).